# Valea Mărului
Valea Mărului est une commune du județ de Galați en Roumanie.